# Holy Priest
Holy Priest est un disc jockey et producteur de musique électronique originaire d'Allemagne, actif principalement dans les genres hard techno et techno industrielle. Il est connu pour conserver l'anonymat et pour ses prestations scéniques où il apparait masqué. Il est notamment connu pour être à l'origine du remix du titre "Vielleicht Vielleicht" de MilleniumKid (de) sortie en 2025 par Warner Music Group Germany.

## Biographie
Peu d'information personnelles sont connues sur Holy Priest. Dans une interview accordé à Radio Intense en 2023, il indique être basé à Oberhausen en Allemagne, où il possède un studio de production musicale. Selon ses déclarations, le projet Holy Priest a été initié dans une volonté de développer une esthétique sonore inspirée de la techno sombre et énergique, accompagnée d'une imagerie religieuse et rituelle qui a influencé le choix de son pseudonyme.

## Discographie

### Singles et EP

#### 2020
- Duo

#### 2021
- Unus
- Tres
- Quattuor

#### 2022
- Atomic Bomb
- Lost

#### 2023
- Rave Penetrator
- F*Ck the Police (avec elMefti & FACELESS)
- Emergency Outbreak
- Motivation
- Fuck This
- Agilator
- Devil

#### 2024
- Shitty Kicks
- Gangsta's Paradise (avec Coolio & 1 World)[4]
- Drop This Bass (avec elMefti)
- Hit the Floor (avec Bloodlust)
- Under The Lights (avec elMefti)
- Next Level
- No Balance (avec Manji)
- Brain Scramble (avec elMefti)
- Diablo (avec Zatox)
- Like A Boss (avec Lil Texas)
- 2 Be High (avec Nico Moreno & Warface)

#### 2025
- Gangster Life
- Bass Powah (avec Krowdexx)
- Top Line (avec Dimitri K)
- Wanna Play? (avec elMefti)
- Break Your Neck
- GO HARD (avec D-Sturb)
- Veilleicht Vielleicht (avec elMefti)[5]

## Classements
Selon BeatStats, Holy Priest figure régulièrement dans le top des artistes du genre Hard Dance / Hardcore / Neo Rave (3e position) et Hard Techno (7e position),.